# Guy Ramos
Pour les articles homonymes, voir Ramos.
Guy Ramos est un footballeur cap-verdien né le 16 août 1985 à Rotterdam (Pays-Bas).
En 2008, il joue son premier match avec la sélection cap-verdienne contre le Luxembourg.

## Carrière

### En club
| Saison  | Club                      | Pays     | Division              | Championnat matchs(buts) | Coupe matchs(buts) | International Cap-Vert matchs(buts) |
| ------- | ------------------------- | -------- | --------------------- | ------------------------ | ------------------ | ----------------------------------- |
| 2005-06 | FC Dordrecht              | Pays-Bas | Eerste Divisie (D2)   | 2 (0)                    |                    |                                     |
| 2006-07 | FC Dordrecht              | Pays-Bas | Eerste Divisie (D2)   | 20 (2)                   | 4 (0)              |                                     |
| 2007-08 | FC Dordrecht              | Pays-Bas | Eerste Divisie (D2)   | 32 (1)                   |                    | 5 (0)                               |
| 2008-09 | FC Dordrecht              | Pays-Bas | Eerste Divisie (D2)   | 34 (2)                   | 7 (1)              | 2 (0)                               |
| 2009-10 | FC Dordrecht              | Pays-Bas | Eerste Divisie (D2)   | 32 (3)                   | 2 (0)              | 1 (0)                               |
| 2010-11 | FC Dordrecht RKC Waalwijk | Pays-Bas | Eerste Divisie (D2)   | 16 (0) 13 (1)            | 1 (0)              | 1 (0) 0 (0)                         |
| 2011-12 | RKC Waalwijk              | Pays-Bas | Eredivisie (D1)       | 29 (1)                   | 3 (0)              | 2 (0)                               |
| 2012-13 | RKC Waalwijk              | Pays-Bas | Eredivisie (D1)       | 15 (0)                   | -                  | 3 (0)                               |
| 2013-14 | Roda JC                   | Pays-Bas | Eredivisie (D1)       | 11 (0)                   | -                  | -                                   |
| 2014-15 | Roda JC                   | Pays-Bas | Eerste Divisie (D2)   | 23 (2)                   | 6 (1)              | 6 (1)                               |
| 2015-16 | FC Wil                    | Suisse   | Challenge League (D2) | 32 (1)                   | 2 (0)              | -                                   |

### Internationale
- 2008-2013 : 1re sélection en équipe du  Cap-Vert en 2008 face au Luxembourg.

## Palmarès
- RKC Waalwijk
  - Champion de Eerste divisie (D2) en 2011.